# Bernard-Antoine Nicolet
Pour les articles homonymes, voir Nicolet (homonymie).
Bernard Antoine Nicolet, ou Bénédict-Alphonse Nicolet (parfois écrit Nicollet), né à Saint-Imier le 19 avril 1743 et mort à Paris en 1806 ou 1807, est un dessinateur et graveur français d'origine suisse. Maire de Saint-Imier durant quelques mois, il s’illustra à la cour de Marie-Antoinette où il officia comme graveur de la reine.

## Biographie
Après des études de notaire, Bénédict-Alphonse Nicolet entama une carrière administrative, suivant les traces de son père auquel il succéda comme secrétaire du pays, greffier baillival et greffier de justice de Saint-Imier. Quittant alors l’administration, il acquit les rudiments de la gravure à Morat, dans le canton de Fribourg, auprès d’un artiste français. Il poursuivit sa formation chez les grands maîtres parisiens de l’époque, Jacques Couché et Charles-Nicolas Cochin. Nicolet exécuta quelques gravures d'après des peintures de Joseph Vernet et Charles-Nicolas Cochin dont il fut l’élève, ainsi que quelques paysages originaux lors d'un voyage en Suisse (1783). Il fut également formé par Louis Léopold Boilly.
Illustrateur d'ouvrages, il se consacra notamment à l'édition complète des œuvres d'Antoine Arnauld publiée de 1775 à 1783 par Jean Hautefage.Bénédict-Alphonse Nicolet signa ensuite une remarquable galerie de portraits et contribua à l’illustration de grandes publications comme Le Musée français ou La galerie du Palais-Royal. Il exposa au salon entre 1793 et 1806.
En 1776, il est mentionné comme professeur de dessin dans un atelier situé dans le pavillon de l'Arsenal (Paris). 
Avec Gatteaux, il est l'auteur de gravures officielles pour des assignats.
À la fin de l'année 1785, la mairie de Saint-Imier étant vacante, il fit acte de candidature et fut désigné à ce poste par le prince-évêque. Mais sa nouvelle fonction fut éphémère. De retour à Paris pour y liquider ses affaires, il prétexta des motifs de santé pour présenter sa démission.